# Lambaesis

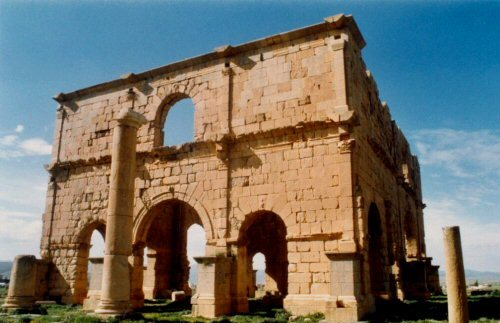
Ruinas romanas en Lambaesis

Lambaesis fue una ciudad militar romana situada en el nordeste de Argelia, a pocos kilómetros de la actual Tazoult-Lambèse.
Originalmente, la ciudad era un campo de 200 metros edificado en el año 81 por la Legión III Augusta. Más tarde se añadió un segundo campo de dos hectáreas y a continuación un tercero. El emperador Adriano inspeccionó las obras el año 129.
La población civil se construyó, con la ayuda de ingenieros militares, en torno a los edificios militares.
En el siglo III la ciudad alcanzó el estatus de capital de Numidia, pero la colonia se opuso al nombramiento de Gordiano I como emperador en Roma y empezó a tener problemas económicos. La reestructuración política del año 325 le quitó el título de capital y Constantino unió las dos Numidias y transfirió la capital a Cirta.